# Vida Stasiūnaitė
Vida Stasiūnaitė (ur. 16 lipca 1953 w Johaniszkielach) – litewska inżynier i ekonomistka, samorządowiec, posłanka na Sejm Republiki Litewskiej (1996–2000).

## Życiorys
Nauki pobierała na Wileńskim Uniwersytecie Technicznym im. Giedymina (w latach 1972–1977). W 1980 została zatrudniona jako główny ekonomista w jednym z wydziałów miejskiego komitetu wykonawczego w Szawlach. Pod koniec lat 80. weszła w skład rady Sąjūdisu w tym mieście, zostając członkiem komisji ekonomicznej. Od 1990 do 1991 była sekretarzem rady miejskiej, później odpowiadała za prywatyzację majątku państwowego w Szawlach. W 1992 objęła urząd wiceburmistrza, który sprawowała do 1995.
W 1995 po raz pierwszy wybrano ją do rady miejskiej w Szawlach z listy „Mūsų miestas – mūsų namai” tworzonej przez Litewski Związek Liberałów, Litewski Związek Centrum i Litewską Partią Socjaldemokratyczną. W 2000 ponownie znalazła się wśród radnych miasta, tym razem wybrana z poparciem Nowego Związku.
W 1989 zaangażowała się w działalność w Litewskiej Partii Socjaldemokratycznej.  Od 1995 do 1998 kierowała oddziałem LSDP w Szawlach, do 1999 wchodziła również w skład rady krajowej partii. W 1999 znalazła się wśród organizatorów Nowego Związku, do 2002 pełniła funkcję jego wiceprzewodniczącej.
Od 1996 do 2000 sprawowała mandat posła na Sejm Republiki Litewskiej, wchodząc w skład frakcji socjaldemokratycznej, a w latach 2000–2001 była burmistrzem Szawli.
Zasiadała w dyrekcji wolnej strefy ekonomicznej „Šiaulių skrydis” (1995–1997). W 2002 została dyrektorem parku nauki i technologii Uniwersytetu Szawelskiego oraz wykładowczynią tego uniwersytetu.